# 43908 Hiraku
43908 Hiraku è un asteroide della fascia principale. Scoperto nel 1995, presenta un'orbita caratterizzata da un semiasse maggiore pari a 2,4598176 UA e da un'eccentricità di 0,0975036, inclinata di 8,44092° rispetto all'eclittica.